# Tiro ai Giochi della IV Olimpiade
Le prove di tiro a segno e tiro a volo ai Giochi della IV Olimpiade si sono svolte complessivamente tra l'8 e il 12 luglio 1908 al Bisley Rifle Range nella contea di Surrey per le prove di tiro a segno, e al Uxendon Shooting School Club a  Brent - Londra per le prove di tiro a volo. Il programma prevedeva 15 eventi con 215 tiratori da 14 nazioni.

## Podi
| Evento                                              | Oro                                                                                                 | Perform. | Argento | Perform. | Bronzo                                                                                            | Perform. |
| Pistola individuale (dettagli)                      | Paul Van Asbroeck                                                                                   | 490      | Réginald Storms                                                                                                  | 487      | Jim Gorman                                                                                        | 485      |
| Pistola a squadre (dettagli)                        | Stati Uniti James Gorman Irving Calkins John Dietz Charles Axtell                                   | 1914     | Belgio Paul Van Asbroeck Réginald Storms Charles Paumier du Verger René Englebert                                | 1863     | Regno Unito Jesse Wallingford Geoffrey Coles Henry Lynch-Staunton William Ellicott                | 1817     |
| Carabina libera 300 metri (dettagli)                | Albert Helgerud                                                                                     | 909      | Harry Simon | 887      | Ole Sæther                                                                                        | 883      |
| Carabina libera 1000 iarde (dettagli)               | Joshua Millner                                                                                      | 98       | Kellogg Casey | 93       | Maurice Blood                                                                                     | 92       |
| Carabina libera a squadre (dettagli)                | Norvegia Albert Helgerud Ole Sæther Gudbrand Skatteboe Olaf Sæther Julius Braathe Einar Liberg      | 5055     | Svezia Gustaf Adolf Jonsson Per-Olof Arvidsson Axel Jansson Gustav-Adolf Sjöberg Claës Rundberg Janne Gustafsson | 4711     | Francia Léon Johnson Eugène Balme André Parmentier Albert Courquin Maurice Lecoq Raoul de Boigne  | 4652     |
| Carabina militare a squadre (dettagli)              | Stati Uniti Bill Leushner William Martin Charles Winder Kellogg Casey Ivan Eastman Charles Benedict | 2531     | Regno Unito Harcourt Ommundsen Fleetwood Varley Arthur Fulton Philip Richardson William Padgett John Martin      | 2497     | Canada William Smith Charles Crowe Bruce Williams Dugald McInnis William Eastcott S. Harry Kerr   | 2439     |
| Carabina piccola bersaglio fisso (dettagli)         | Arthur Carnell                                                                                      | 387      | Harry Humby | 386      | George Barnes                                                                                     | 385      |
| Carabina piccola bersaglio mobile (dettagli)        | John Fleming                                                                                        | 24       | Maurice Matthews                                                                                                 | 24       | William Marsden                                                                                   | 24       |
| Carabina piccola bersaglio a scomparsa (dettagli)   | William Styles                                                                                      | 45       | Harold Hawkins                                                                                                   | 45       | Edward Amoore                                                                                     | 45       |
| Carabina piccola a squadre (dettagli)               | Regno Unito Maurice Matthews Harry Humby William Pimm Edward Amoore                                 | 771      | Svezia Vilhelm Carlberg Frans-Albert Schartau Hübner von Holst Eric Carlberg                                     | 737      | Francia Paul Colas André Regaud Léon Lécuyer Henri Bonnefoy                                       | 710      |
| Bersaglio mobile colpo singolo (dettagli)           | Oscar Swahn                                                                                         | 25       | Ted Ranken | 24       | Alexander Rogers                                                                                  | 24       |
| Bersaglio mobile colpo singolo a squadre (dettagli) | Svezia Alf Swahn Arvid Knöppel Oscar Swahn Ernst Rosell                                             | 86       | Regno Unito Charles Nix William Russell Lane-Joynt William Ellicott Ted Ranken                                   | 85       | Non assegnata                                                                                     |          |
| Bersaglio mobile colpo doppio (dettagli)            | Walter Winans                                                                                       | 46 - 44  | Ted Ranken | 46 - 41  | Oscar Swahn                                                                                       | 38       |
| Fossa olimpica individuale (dettagli)               | Walter Ewing                                                                                        | 72       | George Beattie                                                                                                   | 60       | Alexander Maunder Anastasios Metaxas                                                              | 57       |
| Fossa olimpica a squadre (dettagli)                 | Regno Unito Alexander Maunder James Pike Charles Palmer John Postans Frank Moore Peter Easte        | 407      | Canada Walter Ewing George Beattie Arthur Westover Mylie Fletcher George Vivian David McMackon                   | 405      | Regno Unito George Whitaker Gerald Skinner John Butt William Morris Harold Creasey Richard Hutton | 327      |

## Medagliere
| Posizione | Paese                 | Oro | Argento | Bronzo | Totale |
| --------- | --------------------- | --- | ------- | ------ | ------ |
| 1         | Regno Unito           | 6   | 7       | 8      | 21     |
| 2         | Stati Uniti d'America | 3   | 2       | 1      | 6      |
| 3         | Svezia                | 2   | 2       | 1      | 5      |
| 4         | Norvegia              | 2   | 0       | 1      | 3      |
| 5         | Canada                | 1   | 2       | 1      | 4      |
| 6         | Belgio                | 1   | 2       | 0      | 3      |
| 7         | Francia               | 0   | 0       | 2      | 2      |
| 7         | Grecia                | 0   | 0       | 1      | 1      |
| Totale    | Totale                | 15  | 15      | 15     | 45     |